# Cat (Unix)
A cat file-ok összefűzésére és tartalmuk kiíratására szolgáló Unix parancs. Az összefűzött file-ok a standard kimenetre íródnak.
Ha a cat-nak nincs fájl paramétere, a standard bemenetről olvas. A standard bemenetről a standard kimenetre írni két esetben is hasznos lehet:
- a kiírt szöveg megváltoztatása (pl. sorszámozás a -n kapcsolóval)

- ha a kiíró program másképp viselkedik terminál és nem terminál esetén. Pl. az ls parancs annyi fájlt ír ki egy sorba, amennyi a terminálra fér. Ha a kimenet nem terminál (pl. ls | cat), akkor egyet ír egy sorba.[1]

Habár a cat elnevezés a (con)catenate szóból származik, egybeesése az angol cat (macska) szóval mémek alapjául szolgál.

## Kiterjesztések
- -b (GNU: --number-nonblank): a nem üres sorokat sorszámozza

- -n (GNU: --number): sorszámozás

- -s (GNU: --squeeze-blank): kihagyja a szomszédos üres sorokat

- -v (GNU: --show-nonprinting): jelzi a nem látható karaktereket, kivéve a tabokat és a sorvégét

## zcat
zcat szintén UNIX parancs, hasonló a cat parancshoz. Ez kicsomagolja a tömörített file-okat és tartalmukat kiírja a standard kimenetre.
Ugyanazt teszi, mint a gunzip -c.

## Más operációs rendszerben
VMS, CP/M, DOS, OS/2 és Microsoft Windows alatt a type ugyanezt a funkciót látja el.